# 히로타 류지
히로타 류지(일본어: 廣田 隆治, 1993년 7월 16일 ~ )는 일본의 축구 선수이다. 현재 타이 리그 2의 차이낫 혼빌 FC에서 뛰고 있다.

## 구단 경력
그는 2012년부터 2019년까지 J리그의 비셀 고베, FC 기후, 가이나레 돗토리, 레노파 야마구치 FC, 이와테 그루자 모리오카에서 활동하였다.